# Gunnar Jansson
Gunnar Jansson (Suecia, 13 de octubre de 1897-15 de diciembre de 1953) fue un atleta sueco especializado en la prueba de lanzamiento de martillo, en la que consiguió ser medallista de bronce europeo en 1938.

## Carrera deportiva
En el Campeonato Europeo de Atletismo de 1934 ganó la medalla de bronce en el lanzamiento de martillo, con una marca de 47.85 metros, tras el finlandés Ville Pörhölä (oro con 50.34 metros) y el italiano Fernande Vandelli (plata).